# Улица Коронации
«Улица Коронации» (англ. Coronation Street) — британская мыльная опера производства компании Granada Television («Гранада Телевижн»), созданная Тони Уорреном и стартовавшая и транслируемая с 9 декабря 1960 года на ITV.  Сериал является обладателем шести наград Британской академии BAFTA TV из девятнадцати номинаций. В центре сюжета находится мощеная улица с террасами в вымышленном городке Уэзерфилд, расположенном в пригороде Солфорда, в Англии. Идея сериала и задумка принадлежала сценаристу Тони Уоррену. Первоначальная задумка  Уоррена о постановке сериала в эфир была отклонена основателем телестанции, Сиднеем Бернштейном, но его друг, продюсер Гарри Элтон, убедил его дать зелёный свет на старт идеи этой мыльной оперы и спродюсировать первые 13 серий и довольно скоро шоу стало культовой органичной частью британской культуры  Стиль этой мыльной оперы был начертан под влиянием реализма драматургии кухонной мойки — в жизнеописании приземлённой обыденной жизнедеятельности британского рабочего класса с беззаботным сатирическим британским юмором, связанным со стереотипами того места, где проживают эти люди. Сегодня этот сериал насчитывает более 6 миллионов телезрителей в эфире и также является рекордсменом по продолжительности общего времени нахождения среди всех мыльных опер, которые идут или всё ещё остались в эфире, с момента её запуска по сегодняшний день, при этом опережая американскую мыльную оперу «Главный Госпиталь», но значительно уступая последней по количеству серий на сегодняшний день, так как долгое время, с самого начала вещания, сериал транслировался по будням, по 2 серии в неделю, после чего лишь в 2017-м году график режима его вещания и работы был пересмотрен и начал занимать: по 6 серий в неделю. В истории общего телерадиовещания в мире и в Великобритании в частности эта мыльная опера также проигрывает по общему количеству часов и эпизодов британской радио-мыльной опере: «Арчеры». Тем не менее, сериал перешагнул 10000-серийный рубеж 7 февраля 2020 года, отпраздновав свой 60-летний юбилей немного позже, но в этом же году, а в настоящее время он приближается к 11000-серийному рубежу..

## Основные сюжетные линии

### История

#### 1960-е годы
Первая серия телесериала вышла в эфир 9 декабря 1960 года в 19:00 и изначально сериал не имел успешных отзывов от критиков — обозреватель Daily Mirror Кен Ирвин утверждал, что сериал продлится не больше трёх недель. Granada Television заказала для производства лишь 13 серий, и некоторые в компании сомневались, что сериал продлится дольше запланированного срока производства.́́ Несмотря на критику, зрители были немедленно втянуты в сериал, покоренные обычными персонажами «Улицы Коронации».[15]В программе также использовались североанглийский язык и диалект; ласковые местные выражения, такие как «а, Чак?», «nowt» (/naʊt/, с нуля, что означает «ничто» ) и «by 'eck!» впервые широко прозвучали на британском телевидении.[16] Ранние эпизоды рассказывали историю студента Кена Барлоу (Уильяма Роуча), который получил место в университете и, таким образом, оказался в затруднительном положении из-за своего происхождения из рабочего класса, а также отчасти из-за своего младшего брата Дэвида (Алан Ротвелл) и своим родителям, Фрэнка (Фрэнк Пембертон) и Иды (Ноэль Дайсон).[17] Персонаж был одним из немногих, кто прожил большую часть жизни за пределами улицы Коронации. В некотором смысле это предсказывало рост постепенно нарастающей тогда глобализации. В эпизоде 1961 года Барлоу заявляет: «В наши дни вы не можете продолжать думать только о своей собственной улице. Мы живём и пересекаемся с разными людьми на другом конце света. Есть о чём беспокоиться, кроме Элси Таннер (Пэт Феникс) и ее парней».[18] Роуч, тем не менее, стал единственным на сегодняшний день из оставшихся членов от оригинального актёрского состава, что делает его одним из самых долгоигращих актёров на сегодня в телесериале «Улица Коронации» а также в истории британской и мировой мыльной оперы. [19]
В марте 1961 года «Улица Коронации» достигла первого места в телевизионных рейтингах и оставалась там до конца года.[20] Ранее, в 1961 году, измерение телевизионной аудитории (TAM) показало, что 75% доступных зрителей (15 миллионов) подключились к Corrie, и к 1964 году у программы было более 20 миллионов постоянных зрителей, а  максимума рейтинг достиг 2 декабря 1964 года с количеством 21,36 миллиона зрителей.[21][22] Несмотря на растущую пиковую популярность у телезрителей, некоторые критики критиковали «Улицу Коронации» за устаревшее изображение городского рабочего класса и представление населения, которое представляло скорее ностальгическую фантазию, чем реальность на тот момент.[23] После выхода первого эпизода в 1960 году Daily Mirror напечатала: «Программа обречена с самого начала... Потому что в этом новом сериале мало реальности, от которой, по-видимому, нам приходится страдать дважды в неделю».[24] К 1968 году критики высказывали предположение, что программа больше не отражает жизнь Великобритании 1960-х годов — десятилетия, в котором произошли значительные экономические и социальные изменения в стране. Гранада поспешила обновить программу, надеясь представить больше тематических историй, в том числе, например, о том, как Люсиль Хьюитт (Дженнифер Мосс) пристрастилась к наркотикам, в сюжетной линии о гомосексуализме Джерри Бута (Грэм Хаберфилд), о рождении и появлении внебрачного ребёнка Эмили Ньюджент (Эйлин Дербишир), о представленной в телесериале впервые чернокожей семьи, но все эти замысловатые идеи для сюжета от своего времени были отброшены из-за боязни потерять успех и  расстроить зрителей.[25]
В 1964 году к «Улице Коронации» был приглашенён новый продюсер, Тим Аспиналл.[26] Он принял решение о необходимости убрать некоторых персонажей из сюжета, и в 1964-м году по его приказу, в общей сложности, были уволены девять актёров.[26][27] Первой актрисой, лишившейся роли в сериале, была Линн Кэрол, которая играла Марту Лонгхерст со второго эпизода и со времени предварительного промоушена телесериала.[28] Её увольнение было настолько противоречивым, что её коллега-актриса Вайолет Карсон (Эна Шарплз) пригрозила уволиться, но в конце концов сценаристы её убедили отказаться от этой затеи.[26] Средства массовой информации широко освещали сюжетную линию, и когда Линн Кэрол отправилась в частную поездку на выставку Daily Mail «Идеальный дом» в Лондоне, её окружили фанаты, после чего её попросили удалиться по соображениям общественной безопасности.[29] Многие, включая сценариста «Улицы Коронации» Хэй. Ви. Кершоу, рассматривали произошедшее убийство Марты также как отчаянный шаг, направленный на повышение зрительских рейтингов.[29]

## Продюсеры
Первым продюсером был Stuart Latham с декабря 1960 по июль 1961 года. В 1960-х и 1970-х годах большинство продюсеров работало около года. Наиболее долго работавшие продюсеры — это Эрик Притчер (май 1972 — апрель 1974); Билл Пподмор (сентябрь 1977 — июль 1982); Кэролин Рейнольдс (1991—1993) и Сью Притчард (1993—1996). Начиная с 2008 года эту мыльную оперу продюсировал Ким Гроутер.

## Продажи
Несколько классических эпизодов было выпущены на видео VHS в 1980-х и 1990-х годах в различной компоновке, в то время как некоторое число специально записанных продолжительных эпизодов было выпущено исключительно на видео.
В 1989 году был выпущен журнал The Street, посвящённый телепостановке. Редактируемый Биллом Хиллом, журнал содержал краткие описания последних сюжетов, интервью, статьи о классических эпизодах и историях, вышедших до 1960 года. Изначально формат был A5, увеличенный до А4 начиная с седьмого выпуска. Журнал стали делать сложенным, начиная с 23 выпуска в 1993 году, когда закончился издательский контракт с Granada Studios Tour и студия Granada захотела выпускать полностью собственный журнал.

## Награды
Сериал стал победителем четырёх британских наград для мыльных сериалов «за лучший мыльный телесериал», четырёх национальных премий «за наиболее популярный драматический сериал» и четырёх наград TV Quick and Choice Awards за «лучшую мыльную оперу». В сентябре 2007 года «Улица коронации» удостоилась титула «лучший мыльный сериал» на церемонии награждения мыльных опер, на той же церемонии год спустя он не смог завоевать награду. В 2013 году стала Лучшим драматическим телесериалом национальной телевизионной премии National Television Awards.

## В массовой культуре
- Группа «Queen» спародировала сериал в своем знаменитом клипе на песню «I Want to Break Free». В клипе были использованы декорации из сериала, а участники группы предстали перед зрителями в женских костюмах — в образах персонажей сериала.